# 施渫非
施渫非（1973年12月12日—），藝名「方也哥哥」，上海人，是上海文化廣播影視集團哈哈少兒頻道主持人，主要主持少兒節目《歡樂蹦蹦跳》。其本職為幼稚園教師，現為幼稚園高級教師、中國福利會幼稚園副園長。

## 個人經歷
施渫非於1992年至1996年就讀於上海師範大學體育系。1996年3月加入《歡樂蹦蹦跳》，成了帶孩子們跳操和遊戲的「大哥哥」。同年7月畢業後，作為「特殊人才」被引進到中國福利會幼稚園，「意外」成为中國福利會幼稚園的一名體育教師。現為中國福利會幼稚園副園長。

## 發表作品

### 著作
- 《健康第一步——幼兒體育教育實踐錄》   百家出版社（1999年）

### 論文
| 序號 | 文題                                                  | 刊物名           | 期號     |
| ---- | ----------------------------------------------------- | ---------------- | -------- |
| 1    | 為「應重視幼兒身體素質的培養」 一文提供教案「玩圓凳」 | 《幼兒教育》     | 2001.6   |
| 2    | 「幼兒體育改革的幾點思考」                            | 《幼兒教育》     | 2001.7.8 |
| 3    | 「當孩子感覺統合失調時」                              | 《為了孩子》     | 2001.11A |
| 4    | 「訓練孩子感覺的親子遊戲」                            | 《為了孩子》     | 2001.11A |
| 5    | 「帶一本精彩的書回家」                                | 《為了孩子》     | 2002.8A  |
| 6    | 幼兒親子遊戲                                          | 《上海托幼》     | 2002.11  |
| 7    | 做個快樂爸爸                                          | 《新民晚報》     | 2003.3   |
| 8    | 戶外親子遊戲                                          | 《年輕媽媽之友》 | 2003.4   |
| 9    | 如何在體育活動中培養孩子的自信心                      | 《當代青年研究》 | 2004.9   |
| 10   | 爸爸和寶寶的動物操                                    | 《年輕媽媽之友》 | 2004.10  |

## 榮譽獎項
- 中國福利會先進工作者[1]
- 中國福利會記大功
- 上海市新長征突擊手稱號